# クリス・セール
クリストファー・アレン・セール（Christopher Allen Sale, 英語発音: [krɪs seɪl]；1989年3月30日 - ）は、アメリカ合衆国フロリダ州レイクランド出身のプロ野球選手（投手）。左投左打。MLBのアトランタ・ブレーブス所属。
愛称は、The Condor（ザ・コンドル） 。投球時の広げた両腕がコンドルの翼を連想させるため呼ばれるようになった。また、野球選手としては少し痩身なことから、Stickman（スティックマン=棒男）と呼ばれることもある。

## 経歴

### プロ入り前
子供のころは、水泳選手だった父アレンがコーチを務めるリトルリーグのチームでプレイしており、自宅のコンクリートの壁に穴が開くほど壁当てをしていた。
2007年のレイクランド高等学校卒業時には、MLBドラフト21巡目（全体642位）でコロラド・ロッキーズから指名を受けるが、プロ入りせずにフロリダ・ガルフコースト大学へ進学する。高校時代のセールは相手に打ち込まれると感情を露わにして怒ることが多かったため、大学入学直後の彼に対しコーチはまず感情のコントロールを教えた。最初のうちは速球ですら狙った場所へ投じることができず、投手に本塁打を浴びるなど挫折を味わうものの、次第に成長。
2009年夏には、全米の大学生が集まって行われるケープコッド・リーグに参加し、9試合55イニングで4勝2敗、防御率1.47（リーグ3位）、57奪三振（同最多）という成績を挙げ、シーズン最優秀投手賞を受賞した。
2010年には、NCAAディビジョンIで17試合103イニングを投げ、11勝無敗2セーブ、防御率2.01、146奪三振を記録する。高校時代は90mph（約144.8km/h）に達したことが2回あるかないかという球速も、このころには90mph台中盤（152.9km/h前後）にまで上がっていた。この活躍から、ミシシッピ大学のドリュー・ポメランツと並ぶ大学球界屈指の左腕として、セールの名前が同年のドラフトの目玉選手のひとりとして挙げられるようになった。

### プロ入りとホワイトソックス時代
2010年6月7日に開催されたMLBドラフトでは、1巡目（全体13位）でシカゴ・ホワイトソックスがセールを指名。半月後の22日に、セールはホワイトソックスとマイナー契約を結びプロ入りした。同日にホワイトソックスの本拠地USセルラー・フィールドで始球式を行ったセールだが、2か月弱でそのマウンドにメジャーリーガーとして戻ってくることになる。7月2日にマイナーリーグのA+級ウィンストン・セーラム・ダッシュでプロ初登板すると、4試合に救援登板しただけで、AA級バーミングハム・バロンズを飛び越してAAA級シャーロット・ナイツへ昇格。そこでもリリーフとして7試合登板し、防御率2.84に抑えた。マイナーで投げるセールの映像を観たホワイトソックス監督のオジー・ギーエンは、GMのケン・ウィリアムズに「明日にでもメジャーへ昇格させようか」と話したという。これを受け、8月4日にセールはメジャー昇格を果たす。ドラフトからわずか2カ月での昇格に本人は「永遠に終わらないローラーコースターみたいだ。クレイジーだけど、メジャーで投げる準備はできたと思っている」と感想を述べている。

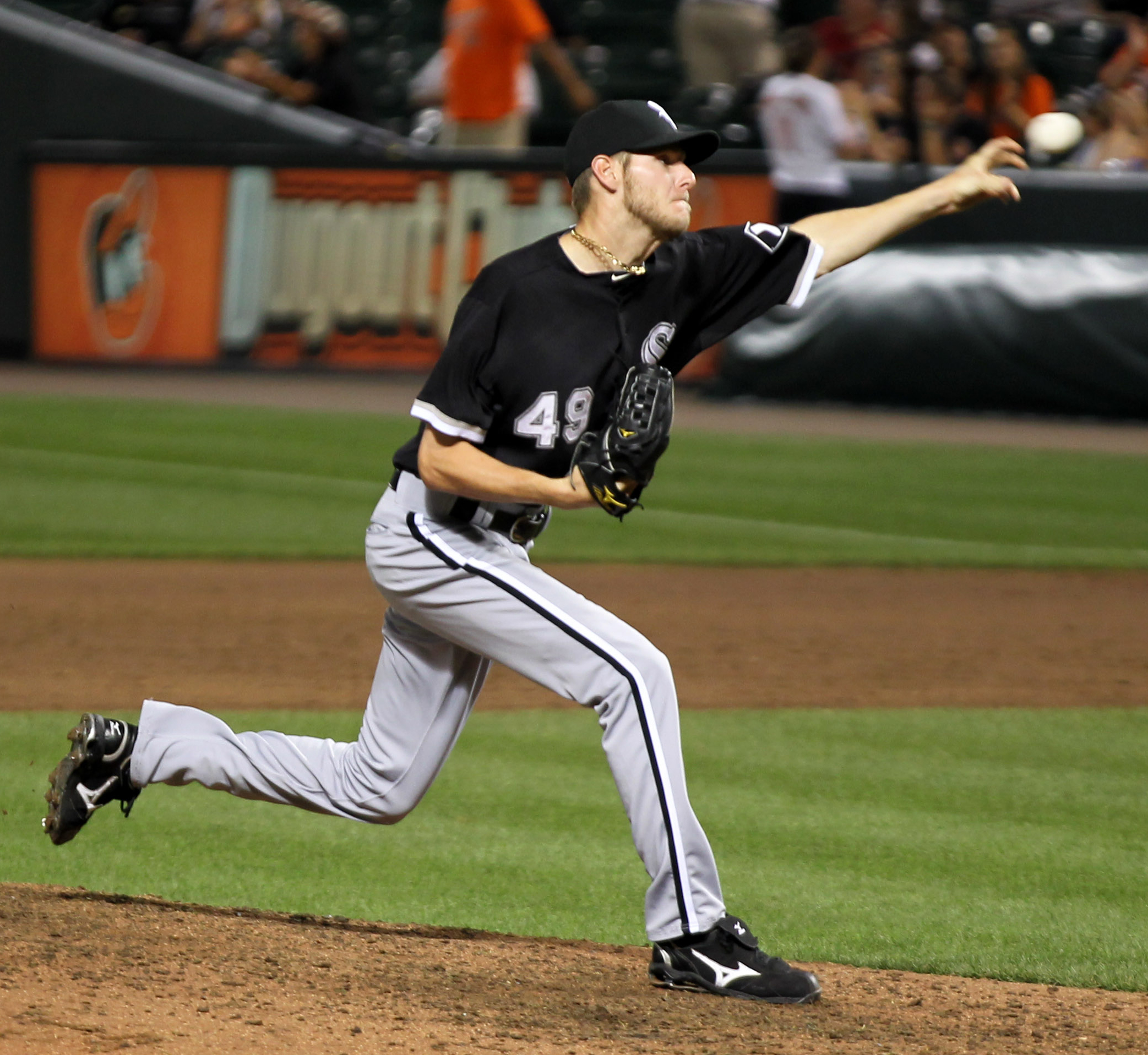
シカゴ・ホワイトソックス時代
（2011年8月9日）

8月6日のボルチモア・オリオールズ戦でメジャー初登板。この時点で、セールと同じ2010年のドラフト1巡目で指名された選手は、全体1位のブライス・ハーパーや全体5位のポメランツも含め、まだ半数近くが指名球団との契約にすら至っておらず、セールの昇格・デビューは異例の早さであった。この試合では同点で迎えた8回裏から登板したが、先頭打者ブライアン・ロバーツに四球を与えると、続くニック・マーケイキスに右前打を浴び、一死も取れないまま降板している。だが3日後の同じカードでは7回裏に登板、またもロバーツを四球で出塁させるも、続くマーケイキスは内野ゴロ併殺打に打ち取り、1イニングを無失点に抑えた。そこからしばらくは負けている試合での登板が続いたが、8月下旬あたりからは勝ち試合での登板が増えてくる。9月1日のクリーブランド・インディアンス戦では9回裏を無失点に抑え初セーブ、同月6日のデトロイト・タイガース戦では8回裏一死から2.2イニング無失点でメジャー初勝利。シーズン終了まで21試合全てに救援登板したセールは4セーブ、防御率1.93を記録した。
2011年は、中継ぎ陣の一角として開幕をメジャーで迎えたが、5月までは不安定なピッチングが続いた。だが6月以降は持ち直して好投し、一時はクローザーとして起用された為、8セーブを記録した。最終的には58試合にリリーフ登板し、防御率2.79を記録したほか、メジャーデビューから2年連続で投球イニング数を上回る奪三振を記録した。
2012年からは先発投手に転向し、シーズン通じて先発ローテーションの一員として投げた。5月は4勝1敗、31.2イニング、防御率1.71、35奪三振などの成績を残し、自身初の月間最優秀投手賞を受賞した。5月28日のタンパベイ・レイズ戦では自己最多の15奪三振を記録した。後半戦にはやや調子を崩したものの、防御率3.05、17勝8敗、192.0イニングで192奪三振を記録し、サイ・ヤング賞の投票では6位に入った。防御率と勝利数は、リーグ4位、K/BBは同2位であった。また同年は、自身初のオールスターゲームに選出された。
2013年3月7日にホワイトソックスと総額3250万ドルの5年契約（2018年は1250万ドル、2019年は1350万ドルの球団側選択オプション）に合意した。5月12日のロサンゼルス・エンゼルス・オブ・アナハイム戦で、マイク・トラウトに単打1本を許すだけの1安打、無四球、わずか98球で自身初の完封勝利を記録した。同年は味方打線の得点援護が乏しかったため、負け越したが、前年とほぼ同等の防御率3.07（ア・リーグ7位）を記録。他の部門でも4完投（同1位タイ）、226奪三振（同3位）、WHIP1.07（同3位）とリーグのベストテンに入り、サイ・ヤング賞投票では前年より順位を1つ上げて5位に入った。この年は、対左打者の打率が.135という低さだった。2年連続で、オールスターゲームに選出された。
2014年は3年連続でオールスターゲームに選出された。故障による離脱もあって、26試合の先発登板にとどまったが、12勝4敗、208奪三振、防御率2.17だった。サイ・ヤング賞の投票では前年より順位を更に2つ上げて3位に入った。
2015年4月23日のカンザスシティ・ロイヤルズ戦で乱闘を起こして退場処分を受け、25日にジェフ・サマージャと共に5試合の出場停止処分を受けた。5月23日から6月30日にかけて8試合連続で2桁奪三振を記録（登板順に10、12、13、14、12、14、10、12）し、ペドロ・マルティネスの持つMLB記録に並んだ。次の登板の7月6日の試合では完投勝利したが、奪三振の数は6に留まり、記録更新はならなかった。上述のとおり、6月に登板した全6試合で2桁奪三振を記録するなど、2勝2敗、44.1投球回、防御率1.83、75奪三振などの成績を残し、自身2度目の月間最優秀投手賞を受賞した。最終的には自己最多となる31試合に先発登板し13勝11敗、自己ワーストの防御率3.41だった。
2016年4月15日のタンパベイ・レイズ戦、被安打2（いずれも単打）、無四球、9奪三振、106球で自身3年ぶり2度目となる完封勝利を記録するなど開幕から好調で、シーズン最初の登板から9試合連続で勝利投手となった。前半戦終了時点でメジャートップとなる14勝、防御率、奪三振でもリーグ上位につけた。オールスターゲームではアメリカン・リーグの先発投手を任されたが、オールスター後は失速した。32試合の先発登板で17勝10敗、リーグ2位の233奪三振、防御率3.34だった。

### レッドソックス時代
2016年12月6日にヨアン・モンカダ、ビクター・ディアス、マイケル・コペック、ルイス・アレクサンダー・バサベとのトレードで、ボストン・レッドソックスへ移籍した。
2017年開幕前の1月5日にシーズンを優先するため、第4回ワールド・ベースボール・クラシック（WBC）のアメリカ合衆国代表への不参加の意思を表明した。
レギュラーシーズンでは、序盤から多くの三振を奪い、1999年のペドロ・マルティネス及び2015年のセール自身が持つ8試合連続2桁奪三振のMLBタイ記録に並んだ。しかし、次の試合では6奪三振に終わり、MLB記録の樹立はならなかった。8月29日のトロント・ブルージェイズ戦でケビン・ピラーから史上最速となる1290イニングでの通算1500奪三振を記録した（従来の記録はケリー・ウッドの1303イニング）。9月20日のオリオールズ戦でライアン・フラハーティからシーズン300奪三振を記録し、1999年のペドロ・マルティネス以来、レッドソックスおよび指名打者制以降のアメリカンリーグの選手として2人目、MLB史上35人目となるシーズン300奪三振達成選手となった。結局、レギュラーシーズンでは32試合に先発登板し、防御率2.90（リーグ2位）、17勝（同4位タイ）8敗、勝率.680（同8位）、308奪三振（同1位）、WHIP0.97（同2位）という好成績を記録した。また、投球イニングや奪三振率もリーグトップだった。10月5日のディビジョンシリーズ第1戦で先発登板し、ポストシーズン初登板を果たしたが、敗戦投手となった。
2018年のタンパベイ・レイズ戦（開幕戦、トロピカーナ・フィールド）に先発登板した。6回を投げ、1安打、3四球、9奪三振で無失点で抑えたが、中継ぎ陣が打たれ6-4で敗れたため勝敗はつかなかった。6月の間、6試合の先発登板で41回を投げ、60奪三振、防御率1.76を残し、ピッチャー・オブ・ザ・マンスを受賞した。7月6日のカンザスシティ・ロイヤルズ戦で6回を投げ、1失点に抑え勝利した。この勝利でシーズン9勝目（9勝4敗）となり、メジャーでのキャリア100勝目を飾った。2日後に、オールスターに選出された。またアメリカンリーグ側の先発投手として起用されることが7月16日に3年連続で決まった。7月31日に左肩の炎症により故障者リストに入った。この時点で22試合に先発登板し、11勝4敗だった。8月12日にメジャーに復帰し、その日のボルチモア・オリオールズ戦に勝利した。8月15日にまた同じ部分の炎症を起こし、8月18日に故障者リスト入りとなる。9月11日にメジャーに復帰し、その日のブルージェイズ戦に先発し、1回を投げ切った。最終的に27試合に先発登板したが、2011年以来7年ぶりに規定投球回に届かなかった。それでも7年連続の2桁勝利となる12勝、リーグ3位の237奪三振を記録したが、奪三振数はセールが取ったアウトの丁度半分だった。
ポストシーズンでは、フェンウェイ・パークでのワールドシリーズ第1戦に先発し4回を投げ、5安打、3失点、7奪三振で勝敗はつかなかった。その後、チームは8-4で勝利した。第5戦には9回にリリーフ登板を行い、無失点に抑えてレッドソックスのワールドシリーズ優勝が決まった。
2019年3月22日、2020年から5年総額1億4500万ドルの契約延長を結んだ。契約には全球団へのトレード拒否権と2022年シーズン後のオプトアウト、先発登板数による2025年2000万ドル以上のオプションが含まれている。シーズンでは2度の三者連続三球三振や自己最多の1試合17奪三振を記録し、8月13日には史上最少投球回で通算2000奪三振に到達した。しかし防御率では不安定な時期も多く、8年連続のオールスター選出はならず、8月17日に左肘の炎症で故障者リスト入りすると、医師から今季の投球回避を勧められ、PRP注射も受けた。そのままシーズンを終了させ、25試合に先発登板し147.1イニングを投げて、6勝11敗、防御率4.40、218奪三振の成績だった。
2020年3月19日に左肘のトミー・ジョン手術を受けることを発表し、シーズン全休が決定的となった。
2021年8月14日のオリオールズ戦で復帰した。5回2失点のうち、3回は3者連続3球三振で抑え、3者連続3球三振イニング数が史上最多のサンディー・コーファックスに並んだ。9月10日にはCOVID-19検査で陽性が出たため故障者リスト入りしたが、17日にすぐ復帰した。最終的に9試合に先発登板し、5勝1敗、防御率3.16で終えた。

### ブレーブス時代
2023年12月30日にボーン・グリソムとのトレードでアトランタ・ブレーブスに移籍した。
2024年1月4日には2年総額3800万ドルで契約を延長した。この年は29試合に先発登板し、18勝3敗、防御率2.38、225奪三振の成績で投手三冠を達成するなど2019年以降続いていた不振から脱却し、カムバック賞を受賞した。また、自身初となるサイ・ヤング賞に選出され、オールMLBチームのファーストチームにも初選出された。
2025年5月29日、フィラデルフィア・フィリーズ戦で史上40人目、現役4人目となる通算2500奪三振をランディ・ジョンソンの2107.2イニングを抜く史上最速の2026イニングで達成した。しかし、6月18日のニューヨーク・メッツ戦で左肋骨を骨折。その後の回復具合も思わしくなく、7月1日に60日間の故障者リスト入りとなった。

## 選手としての特徴
痩身ながら、サイドスローに近いスリークォーターから最速100.3mph（約161km/h）、平均93mph（約150km/h）のツーシームとフォーシームを投げる。これまで基本球種はツーシームが大半だったが、2017年からはより奪三振を狙いやすいフォーシームとスラーブを中心とした投球スタイルに変更している。これら速球を主体に平均85mph（約137km/h）のチェンジアップと平均79mph（約127km/h）のカットボールを投げる。
決め球はスラーブ。その曲がりの大きさは驚異的で、空振りした球が右打者の足に当たることもある。チェンジアップはやや利き手方向寄りに落ち、カットボールは上下の変化はほぼない。
Brooksbaseball.net版投球データ

## 詳細情報

### 年度別投手成績
| 年 度     | 球 団     | 登 板 | 先 発 | 完 投 | 完 封 | 無 四 球 | 勝 利 | 敗 戦 | セ 丨 ブ | ホ 丨 ル ド | 勝 率 | 打 者 | 投 球 回 | 被 安 打 | 被 本 塁 打 | 与 四 球 | 敬 遠 | 与 死 球 | 奪 三 振 | 暴 投 | ボ 丨 ク | 失 点 | 自 責 点 | 防 御 率 | W H I P |
| --------- | --------- | ----- | ----- | ----- | ----- | -------- | ----- | ----- | -------- | ----------- | ----- | ----- | -------- | -------- | ----------- | -------- | ----- | -------- | -------- | ----- | -------- | ----- | -------- | -------- | ------- |
| 2010      | CWS       | 21    | 0     | 0     | 0     | 0        | 2     | 1     | 4        | 2           | .667  | 92    | 23.1     | 15       | 2           | 10       | 0     | 0        | 32       | 1     | 0        | 5     | 5        | 1.93     | 1.07    |
| 2011      | CWS       | 58    | 0     | 0     | 0     | 0        | 2     | 2     | 8        | 16          | .500  | 288   | 71.0     | 52       | 6           | 27       | 3     | 2        | 79       | 2     | 0        | 22    | 22       | 2.79     | 1.11    |
| 2012      | CWS       | 30    | 29    | 1     | 0     | 0        | 17    | 8     | 0        | 0           | .680  | 772   | 192.0    | 167      | 19          | 51       | 5     | 6        | 192      | 6     | 0        | 66    | 65       | 3.05     | 1.14    |
| 2013      | CWS       | 30    | 30    | 4     | 1     | 2        | 11    | 14    | 0        | 0           | .440  | 866   | 214.1    | 184      | 23          | 46       | 2     | 14       | 226      | 8     | 1        | 81    | 73       | 3.07     | 1.07    |
| 2014      | CWS       | 26    | 26    | 2     | 0     | 2        | 12    | 4     | 0        | 0           | .750  | 685   | 174.0    | 129      | 13          | 39       | 2     | 11       | 208      | 3     | 0        | 48    | 42       | 2.17     | 0.97    |
| 2015      | CWS       | 31    | 31    | 1     | 0     | 1        | 13    | 11    | 0        | 0           | .542  | 854   | 208.2    | 185      | 23          | 42       | 0     | 13       | 274      | 7     | 0        | 88    | 79       | 3.41     | 1.09    |
| 2016      | CWS       | 32    | 32    | 6     | 1     | 3        | 17    | 10    | 0        | 0           | .630  | 907   | 226.2    | 190      | 27          | 45       | 2     | 17       | 233      | 2     | 0        | 88    | 84       | 3.34     | 1.04    |
| 2017      | BOS       | 32    | 32    | 1     | 0     | 0        | 17    | 8     | 0        | 0           | .680  | 851   | 214.1    | 165      | 24          | 43       | 0     | 8        | 308      | 3     | 0        | 73    | 69       | 2.90     | 0.97    |
| 2018      | BOS       | 27    | 27    | 0     | 0     | 0        | 12    | 4     | 0        | 0           | .750  | 617   | 158.0    | 102      | 11          | 34       | 0     | 14       | 237      | 4     | 0        | 39    | 37       | 2.11     | 0.86    |
| 2019      | BOS       | 25    | 25    | 1     | 1     | 1        | 6     | 11    | 0        | 0           | .353  | 612   | 147.1    | 123      | 24          | 37       | 0     | 13       | 218      | 2     | 0        | 80    | 72       | 4.40     | 1.09    |
| 2021      | BOS       | 9     | 9     | 0     | 0     | 0        | 5     | 1     | 0        | 0           | .833  | 183   | 42.2     | 45       | 6           | 12       | 1     | 4        | 52       | 0     | 0        | 19    | 15       | 3.16     | 1.34    |
| 2022      | BOS       | 2     | 2     | 0     | 0     | 0        | 0     | 1     | 0        | 0           | .000  | 25    | 5.2      | 5        | 0           | 1        | 0     | 1        | 5        | 0     | 0        | 3     | 2        | 3.18     | 1.06    |
| 2023      | BOS       | 20    | 20    | 0     | 0     | 0        | 6     | 5     | 0        | 0           | .545  | 425   | 102.2    | 87       | 15          | 29       | 0     | 8        | 125      | 3     | 0        | 52    | 49       | 4.30     | 1.13    |
| 2024      | ATL       | 29    | 29    | 0     | 0     | 0        | 18    | 3     | 0        | 0           | .857  | 702   | 177.2    | 141      | 9           | 39       | 0     | 8        | 225      | 4     | 1        | 48    | 47       | 2.38     | 1.01    |
| MLB：14年 | MLB：14年 | 372   | 292   | 16    | 3     | 9        | 138   | 83    | 12       | 18          | .624  | 7879  | 1958.1   | 1590     | 202         | 455      | 15    | 119      | 2414     | 45    | 2        | 712   | 661      | 3.04     | 1.04    |

- 2024年度シーズン終了時
- 各年度の太字はリーグ最高

### 年度別守備成績
| 年 度 | 球 団 | 投手（P） | 投手（P） | 投手（P） | 投手（P） | 投手（P） | 投手（P） |
| 年 度 | 球 団 | 試 合     | 刺 殺     | 補 殺     | 失 策     | 併 殺     | 守 備 率  |
| ----- | ----- | --------- | --------- | --------- | --------- | --------- | --------- |
| 2010  | CWS   | 21        | 0         | 1         | 0         | 0         | 1.000     |
| 2011  | CWS   | 58        | 5         | 15        | 0         | 0         | 1.000     |
| 2012  | CWS   | 30        | 8         | 25        | 1         | 1         | .971      |
| 2013  | CWS   | 30        | 5         | 19        | 1         | 1         | .960      |
| 2014  | CWS   | 26        | 4         | 13        | 0         | 0         | 1.000     |
| 2015  | CWS   | 31        | 7         | 16        | 1         | 1         | .958      |
| 2016  | CWS   | 32        | 12        | 19        | 0         | 1         | 1.000     |
| 2017  | BOS   | 32        | 8         | 22        | 0         | 3         | 1.000     |
| 2018  | BOS   | 27        | 12        | 12        | 1         | 2         | .960      |
| 2019  | BOS   | 25        | 6         | 7         | 0         | 1         | 1.000     |
| 2021  | BOS   | 9         | 0         | 6         | 0         | 0         | 1.000     |
| 2022  | BOS   | 2         | 1         | 0         | 0         | 0         | 1.000     |
| 2023  | BOS   | 20        | 6         | 4         | 1         | 1         | .909      |
| 2024  | ATL   | 29        | 9         | 22        | 0         | 1         | 1.000     |
| MLB   | MLB   | 372       | 83        | 181       | 5         | 12        | .981      |

- 2024年度シーズン終了時
- 各年度の太字はリーグ最高
- 各年度の太字年はゴールドグラブ賞受賞

### タイトル
- 最多勝利：1回（2024年）
- 最優秀防御率：1回（2024年）
- 最多奪三振：3回（2015年、2017年、2024年）

### 表彰
- サイ・ヤング賞：1回（2024年）
- ゴールドグラブ賞（投手部門）：1回（2024年）
- ウォーレン・スパーン賞：1回（2024年）
- カムバック賞：1回（2024年）
- オールMLBチーム[65]
  - ファーストチーム（先発投手）：1回（2024年）
- 月間最優秀投手：5回（2012年5月、2015年6月、2018年6月・7月、2024年5月）

### 記録
- 投手三冠：1回（2024年）
- MLBオールスターゲーム選出：8回（2012年 - 2018年、2024年）
- 連続試合2桁奪三振：8試合（2015年5月23日 - 6月30日、歴代1位タイ）
- 通算2500奪三振（2025年5月29日、通算2026イニングで史上最速）

### 背番号
- 49（2010年 - 2016年）
- 41（2017年 - 2019年、2021年 - 2023年）
- 51（2024年 - ）